# Rudra (spin)
Rudra is een geslacht van spinnen uit de familie springspinnen (Salticidae).

## Soorten
De volgende soorten zijn bij het geslacht ingedeeld:
- Rudra brescoviti Braul & Lise, 1999
- Rudra dagostinae Braul & Lise, 1999
- Rudra geniculata Peckham & Peckham, 1885
- Rudra humilis Mello-Leitão, 1945
- Rudra minensis Galiano, 1984
- Rudra multispina Caporiacco, 1947
- Rudra oriximina Galiano, 1984
- Rudra polita Peckham & Peckham, 1894
- Rudra tenera Peckham & Peckham, 1894
- Rudra wagae (Taczanowski, 1872)